# Jorgos Seferis
Jorgos Seferis (řecky Γιώργος Σεφέρης; alternativní přepis Jiorgos či Giorgos Seferis) (13. března 1900, Urla poblíž Smyrny, Turecko – 20. září 1971, Atény) byl jeden z nejvýznamnějších řeckých básníků. V roce 1963 mu byla udělena Nobelova cena za literaturu. Seferis pracoval také v řeckých zahraničních diplomatických službách. Mezi lety 1957—1962 působil jako řecký velvyslanec ve Velké Británii.
Osobně si prožil tzv. maloasijskou katastrofu, kdy po řecko-turecké válce v roce 1922 byli Řekové vyhnáni z území Turecka. Jeho raná poezie zpracovávala toto téma, a to se značným pesimismem a deziluzí. Pak však odjel do Paříže, kde se inspiroval novými směry, nejvíce pak surrealismem. Osvobozený verš zkombinoval s řeckými motivy a tradicí lidové poezie, čímž vznikl velmi osobitý styl. Posléze se Seferis surrealismu vzdálil, když ho uhranulo dílo Thomase Stearnse Eliota, jehož Pustinu přeložil do řečtiny. K Eliotově poctě se vrátil k symbolistické inspiraci.
Ve 30. letech znovu změnil styl. Nejčistěji je vyjádřen ve sbírce Román (1935). Cílem se mu stává prozaický verš, ovšem zaznamenaná historická a biografická fakta se zde prolínají s mýty a sebezpytnými reflexemi. Touto cestou postupoval i dále a v tzv. Palubním deníku, který si psal v letech 1937-1953. Deník byl nakonec vydán jako samostatná sbírka a patří k jeho nejoceňovanějším. Zaznamenal zde svou emigraci, k níž byl donucen německou okupací Řecka i Francie. Působil v Londýně, kde zůstal i po válce, nejprve jako redaktor řeckého vysílání BBC a poté jako velvyslanec. Během této doby se věnoval již méně poezii, za to více různým studiím, zejména o řecké literatuře.
Řadu Seferisových básní zhudebnil Mikis Theodorakis.